# Robert Gentleman
Robert Clifford Gentleman (nascido em 1959) é um estatístico canadense e bioinformata e atualmente vice-presidente de biologia computacional na 23andMe. Ele é reconhecido, junto com Ross Ihaka, como um dos criadores da linguagem de programação R e do projeto Bioconductor.

## Educação
Gentleman obteve o grau de Bacharel em Ciências em matemática na Universidade de British Columbia. Ele fez doutorado em Estatística na Universidade de Washington, defendendo em 1988 a tese intitulada  Exploratory methods for censored data.

## Pesquisa
Gentleman trabalhou como professor de estatística na Universidade de Auckland em meados dos anos 1990, onde desenvolveu a linguagem de programação R ao lado de Ross Ihaka. Em 2001, ele começou a trabalhar no Bioconductor, um projeto para promover o desenvolvimento de ferramentas código aberto para a bioinformática e a biologia computacional. Em 2009, juntou-se à corporação Genentech , onde trabalhou como diretor sênior em bioinformática e biologia computacional. Ingressou na empresa 23andMe, como vice-presidente em abril de 2015 com o objetivo de levar seus conhecimentos de bioinformática e descoberta computacional de medicamentos para a empresa. Também serviu no conselho de administração do software estatístico da empresa Revolution Analytics (anteriormente conhecida como Revolution Computing).

## Prêmios
Gentleman ganhou o prêmio Benjamin Franklin em 2008, em reconhecimento do seu trabalho na linguagem de programação R, no projeto Bioconductor e no compartilhamento de dados e métodos. Ele tornou-se membro da Sociedade Internacional de Biologia Computacional em 2014, por sua contribuição à biologia computacional e bioinformática. Ele se tornou membro da American Statistical Association em 2017.